# Jelašnica (Leskovac)
Pour les articles homonymes, voir Jelašnica.
Jelašnica (en serbe cyrillique : Јелашница) est un village de Serbie situé sur le territoire de la ville de Leskovac, district de Jablanica. Au recensement de 2011, il comptait 241 habitants.

## Démographie
| 1948 | 1953 | 1961 | 1971 | 1981 | 1991 | 2002 | 2011 |
| ---- | ---- | ---- | ---- | ---- | ---- | ---- | ---- |
| 566  | 594  | 543  | 476  | 439  | 375  | 289  | 241  |

|  |